# Elecciones municipales de Huánuco de 2010
Las elecciones municipales de Huánuco de 2010 se llevó a cabo el 3 de octubre de 2010 para elegir al alcalde y al Concejo Provincial de Huánuco para el periodo 2011-2014. La elección se celebró simultáneamente con elecciones regionales y municipales (provinciales y distritales) en todo el Perú.

## Sistema electoral
La Municipalidad Provincial de Huánuco es el órgano administrativo y de gobierno de la provincia de Huánuco. Está compuesta por el alcalde y el Concejo Provincial.
La votación del alcalde y el concejo se realiza en base al sufragio universal, que comprende a todos los ciudadanos nacionales mayores de dieciocho años, empadronados y residentes en la provincia de Huánuco y en pleno goce de sus derechos políticos, así como a los ciudadanos no nacionales residentes y empadronados en la provincia de Huánuco.
El Concejo Provincial de Huánuco está compuesto por 11 regidores elegidos por sufragio directo para un período de cuatro (4) años, en forma conjunta con la elección del alcalde (quien lo preside). La votación es por lista cerrada y bloqueada. Se asigna a la lista ganadora los escaños según el método d'Hondt o la mitad más uno, lo que más le favorezca.

## Composición del Concejo Provincial de Huánuco
La siguiente tabla muestra la composición del Concejo Provincial de Huánuco antes de las elecciones.
| Partidos | Partidos                                 | Regidores |
| -------- | ---------------------------------------- | --------- |
|          | Somos Perú                               | 7         |
|          | Partido Aprista Peruano                  | 2         |
|          | Movimiento Político Hechos y No Palabras | 1         |
|          | Frente Amplio Regional                   | 1         |

## Partidos y candidatos
A continuación se muestra una lista de los principales partidos y alianzas electorales que participaron en las elecciones:
| Candidatura | Candidatura | Partidos y alianzas                                                            | Candidatos | Candidatos                  | Ideología                                                        | Resultado previo | Resultado previo | Ref. |
| Candidatura | Candidatura | Partidos y alianzas                                                            | Candidatos | Candidatos                  | Ideología                                                        | Votos (%)        | Reg.             | Ref. |
| ----------- | ----------- | ------------------------------------------------------------------------------ | ---------- | --------------------------- | ---------------------------------------------------------------- | ---------------- | ---------------- | ---- |
|             | SP          | Lista - Somos Perú (SP)                                                        |            | Jesús Giles Alipázaga       | Democracia cristiana Conservadurismo social                      | 19.35%           | 7                |      |
|             | APRA        | Lista - Partido Aprista Peruano (APRA)                                         |            | Óscar Chacón Valdivieso     | Aprismo                                                          | 15.17%           | 2                |      |
|             | HNP         | Lista - Movimiento Político Hechos y No Palabras (HNP)                         |            | José Villavicencio Guardia  | Regionalismo huanuqueño                                          | 13.53%           | 1                |      |
|             | MNI         | Lista - Movimiento Nueva Izquierda (MNI)                                       |            | Manuel Nieves Fabián        | Marxismo-leninismo Mariateguismo Socialismo democrático          | 10.82%           | 1                |      |
|             | JxD         | Lista - Movimiento Independiente Juntos por el Desarrollo (JxD)                |            | Johny Quintanilla Rodríguez | Regionalismo huanuqueño                                          | 4.93%            | 0                |      |
|             | LxH         | Lista - Movimiento Independiente Luchemos por Huánuco (LxH)                    |            | Aníbal Solórzano Ponce      | Regionalismo huanuqueño                                          | 4.42%            | 0                |      |
|             | RN          | Lista - Restauración Nacional (RN)                                             |            | Witmer Ríos Araujo          | Liberalismo económico Conservadurismo social Humanismo cristiano | 4.27%            | 0                |      |
|             | AR          | Lista - Auténtico Regional (AR)                                                |            | Marcelino Reynaga Martínez  | Regionalismo huanuqueño                                          | 3.10%            | 0                |      |
|             | AP          | Lista - Acción Popular (AP)                                                    |            | Naut Aguilera Prescott      | Humanismo Nacionalismo cívico Reformismo                         | 3.01%            | 0                |      |
|             | PP          | Lista - Perú Posible (PP)                                                      |            | Eduardo Miraval Templo      | Socioliberalismo Democracia liberal Tercera vía                  | Nuevo            | Nuevo            |      |
|             | F2011       | Lista - Fuerza 2011 (F2011)                                                    |            | Juan Siu Landaveri          | Fujimorismo Conservadurismo social Populismo de derecha          | Nuevo            | Nuevo            |      |
|             | FAR         | Lista - Frente Amplio Regional (FAR)                                           |            | Teodomiro Sánchez Ramírez   | Regionalismo huanuqueño                                          | Nuevo            | Nuevo            |      |
|             | Yo Tengo Fe | Lista - Movimiento Independiente Regional Yo Tengo Fe en Huánuco (Yo Tengo Fe) |            | Fernando Rodríguez Lafosse  | Regionalismo huanuqueño                                          | Nuevo            | Nuevo            |      |

## Resultados

### Sumario general
|                        |                                                                        |              |              |              |           |           |  |  |
| Partidos y coaliciones | Partidos y coaliciones                                                 | Voto popular | Voto popular | Voto popular | Regidores | Regidores |  |  |
| Partidos y coaliciones | Partidos y coaliciones                                                 | Votos        | %            | ±pp          | Total     | +/−       |  |  |
|                        | Somos Perú (SP)                                                        | 36,395       | 30.58        | +11.23       | 7         | ±0        |  |  |
|                        | Movimiento Político Hechos y No Palabras (HNP)                         | 29,035       | 24.39        | +10.86       | 3         | +2        |  |  |
|                        | Movimiento Independiente Regional Luchemos por Huánuco (LxH)           | 18,295       | 15.37        | +10.95       | 1         | +1        |  |  |
|                        | Acción Popular (AP)                                                    | 8,886        | 7.47         | +4.46        | 0         | ±0        |  |  |
|                        | Auténtico Regional (AR)                                                | 8,758        | 7.36         | +4.26        | 0         | ±0        |  |  |
|                        | Frente Amplio Regional (FAR)                                           | 5,206        | 4.37         | Nuevo        | 0         | ±0        |  |  |
|                        | Partido Aprista Peruano (APRA)                                         | 3,774        | 3.17         | –12.00       | 0         | –2        |  |  |
|                        | Fuerza 2011 (F2011)                                                    | 3,002        | 2.52         | Nuevo        | 0         | ±0        |  |  |
|                        | Perú Posible (PP)                                                      | 1,907        | 1.60         | n/a          | 0         | ±0        |  |  |
|                        | Movimiento Independiente Juntos por el Desarrollo (JxD)                | 1,835        | 1.54         | –3.46        | 0         | ±0        |  |  |
|                        | Movimiento Nueva Izquierda (MNI)                                       | 848          | 0.71         | n/a          | 0         | –1        |  |  |
|                        | Restauración Nacional (RN)                                             | 798          | 0.67         | –3.60        | 0         | ±0        |  |  |
|                        | Movimiento Independiente Regional Yo Tengo Fe en Huánuco (Yo Tengo Fe) | 287          | 0.24         | Nuevo        | 0         | ±0        |  |  |
|                        |                                                                        |              |              |              |           |           |  |  |
| Total                  | Total                                                                  | 119,026      |              |              | 11        | ±0        |  |  |
|                        |                                                                        |              |              |              |           |           |  |  |
| Votos válidos          | Votos válidos                                                          | 119,026      | 84.89        | +5.67        |           |           |  |  |
| Votos en blanco        | Votos en blanco                                                        | 11,406       | 8.14         | +1.07        |           |           |  |  |
| Votos nulos            | Votos nulos                                                            | 9,773        | 6.97         | –6.75        |           |           |  |  |
| Votos emitidos         | Votos emitidos                                                         | 140,205      | 82.93        | –0.53        |           |           |  |  |
| Abstenciones           | Abstenciones                                                           | 28,857       | 17.07        | +0.53        |           |           |  |  |
| Votantes registrados   | Votantes registrados                                                   | 169,062      |              |              |           |           |  |  |
|                        |                                                                        |              |              |              |           |           |  |  |
| Fuente:                |                                                                        |              |              |              |           |           |  |  |

## Elecciones municipales distritales

### Resultados por distrito
La siguiente tabla enumera el control de los distritos de la provincia de Huánuco. El cambio de mando de una organización política se resalta del color de ese partido.
| Distrito                | Alcalde(sa) titular       | Partido político | Partido político              | Alcalde(sa) electo(a)   | Partido político | Partido político     |
| ----------------------- | ------------------------- | ---------------- | ----------------------------- | ----------------------- | ---------------- | -------------------- |
| Amarilis                | Sergio Martínez Fernández |                  | Hechos y No Palabras          | Ricardo Moreyra Morales |                  | Hechos y No Palabras |
| Chinchao                | Juan Figueredo Rodríguez  |                  | Unidad Nacional               | Julián Lino Álvarez     |                  | Luchemos por Huánuco |
| Churumbamba             | Juan Cloud Jorge          |                  | Somos Perú                    | Miguel Vergara Retis    |                  | Hechos y No Palabras |
| Margos                  | Simion Castro Esteban     |                  | Hechos y No Palabras          | Crisanto Mallqui Cruz   |                  | Auténtico Regional   |
| Pillco Marca            | Isabel Dávila Cárdenas    |                  | Trabajemos Juntos por Huánuco | Rolando Meza Alvarado   |                  | Hechos y No Palabras |
| Quisqui                 | Félix Acosta Gonzales     |                  | Unión por el Perú             | Félix Ascencio Chávez   |                  | Hechos y No Palabras |
| San Francisco de Cayrán | Manuel Jara Alvarado      |                  | Unión por el Perú             | Mansueto Cortez Ponce   |                  | Somos Perú           |
| San Pedro de Chaulán    | Celio Ríos Cruz           |                  | Frente Amplio Regional        | Raúl Sosa Ramírez       |                  | Hechos y No Palabras |
| Santa María del Valle   | Aníbal Solórzano Ponce    |                  | Hechos y No Palabras          | Aydeé Salazar de Ríos   |                  | Somos Perú           |
| Yarumayo                | Efraín Montalvo Martín    |                  | Unión por el Perú             | David Gabriel Lucero    |                  | Somos Perú           |